# 冼灝英
冼灝英（英語：Thomas Sin Ho Ying，1957年9月13日—），花名阿蟹，香港男演員、歌手、武術教練及動作指導，1982年在邵氏電影出道，出身於1983年邵氏第六期（最後一期）動作演員訓練班後正式加入娛樂圈。現為香港無綫電視基本藝人合約藝員和戲劇組武術設計指導主管，前亞洲電視及香港電視網絡演員。武術方面，他有超過三十個徒弟，其中鄭君熾、麥長青（沒有正式拜師）、黃澤鋒、黃浩然、敖嘉年、陳少邦、鄭世豪、陳錦鴻、呂頌賢、任達華、劉家輝及梁家輝等等藝人均為一員。

## 背景
冼灝英早年在香港島北角邨西座成長，有五名胞妹。父親是一名會計文員，母親則是玩具廠工人。冼畢業於銅鑼灣天后廟道金龍臺私立小學聖安當學校，後入讀中華基督教會公理書院。小學四年級已到工廠工作幫補家計。此外，小時候，即七歲因體質弱而隨堂兄冼林沃習武。1975年起隨陳秀中學習大聖劈掛。1976年中五畢業後，到銅鑼灣利園酒店任職服務生，未幾轉到一所律師樓當信差。及後在1982年於一個武術比賽中被一名電影製片相中，獲邀於1983年電影《打擂台》中客串演出。他從1979年起在堂兄的武館內任教練。1983年加入邵氏第六期動作演員訓練班，為期一年，自此成為龍虎武師。當時的同期同學包括吳育樞、郭晉安、祝文君以及王綺琴。本來美國電影演員羅禮士任武術指導的弟弟 Aaron Norris 看過經紀公司為冼和其他同期邵氏訓練班同學拍攝的宣傳片後，有意帶他們到美國發展，但因為冼已加入了劉家班而作罷，沒有前往美國工作。
冼入行初期為演員如成奎安、翁世傑、黎漢持、萬梓良、周潤發、陳觀泰、張家輝及曾守明等人當替身，是劉家良「劉家班」的班底，除了動作替身以外擔任過副導演與副動作指導。後來於1985年轉向幕前發展，較為認識的作品計有《我和殭屍有個約會》、《少年英雄方世玉》、《古靈精探》和劇集動畫同日大結局之作《獵鯊行動》等。1989年完成無綫電視的部頭合約，遂應何家聯的邀請轉往亞洲電視發展。由於1997年亞洲電視出現股東融資問題，使他工作減少，所以他便另覓更多出路，登門教授小朋友武術。同時任結婚花車白牌車司機以養活家庭。2000年往後曾任兩期亞洲電視藝員訓練班的武術導師。又應朋友邀請，為香港理工大學多媒體課程的學生教授拍攝動作場面。為增加收入，冼灝英曾經營果汁店，且在上環蘇杭街開設花店。另一方面自1994年起夥拍亞洲電視藝員劉錫賢、歐錦棠等住返中國內地登台唱歌。
直至2004年，他為穩定工作，加上亞洲電視減產而加入無綫電視，2012年隨其他藝人跳槽至香港電視網絡，2014年5月再度重返無綫至今。期間於2009年到廣州登台時，獲一名商人簽他為歌手，錄製手機鈴聲，三年內推出三張唱片。結果他於2010年推出了第一首個人國語歌曲MV《最後的溫柔》，於網絡上受聽眾歡迎，不久簽約廣州華友金信子文化傳播。《造王者》是其轉投香港電視網絡前的最後作品。而回歸無綫後的首部電視劇作品為《名门暗战》。2014年，他簽約「華昇演藝製作」，與馬蹄露同屬一經理人公司，並開設了自己武館並任武術搏擊教練。除了香港電影，他更參演過數部荷李活電影如羅禮士主演的《Jade Jungle / Forced Vengeance》、法國電影《神鬼獵殺》和在電視劇《Yellowthread Street》（黃鮮街）中演出兼擔任武術指導，亦曾任其他電視劇的武指。

## 其他資料
冼灝英的名字由曾中秀才的太公所改，因冼的命格五行火重，欠水和木，故名為「灝英」。而其洋名「Thomas」則由叔叔應冼小學老師要求而改。至於花名「阿蟹」，此名起源於冼與一班亞洲電視演員到馬來西亞拍攝電視劇《勝者為王II天下無敵》時，碰巧燒烤場內有一個放滿未綑綁大蟹的大桶子，處於沉悶狀態的冼趁空檔用筷子玩蟹，被另一個演員看見，於是稱呼他作「阿蟹」。花名沿用至今。
另外，冼自1979至1983年參與過多場武術賽事，如香港中國功夫總會、大和會、恆樂會、香港鐵虎會等組織舉辨的比賽。1975及1976年分別參與了兩次澳門格蘭披治電單車賽。2010年，冼灝英疑因弟子敖嘉年轉拜同門陳觀泰門下而打傷他。

## 家庭生活
冼灝英於1988年結婚，婚後與從事酒店業的妻子育有兩名兒子。

## 演出作品
*以下列表只記錄冼灝英演出過的影視作品，若有遺漏，請協助補充相關資料。

### 電視劇（亞洲電視）
| 首播   | 名稱                          | 角色                          | 備註                                                                  |
| 1988年 | 禿鷹特警隊                    |                               | 單元《引火焚心》、《地獄判官》、《血洗香江》                          |
| 1991年 | 再造繁榮                      |                               |                                                                       |
| 1991年 | 豪門                          | 嘉賓                          |                                                                       |
| 1991年 | 大都會鄉里                    |                               |                                                                       |
| 1992年 | 點解阿sir係隻鬼               | 連昆                          |                                                                       |
| 1992年 | 李小龍傳                      | 陳蝦米                        |                                                                       |
| 1992年 | 勝者為王II天下無敵            | 趙再生                        |                                                                       |
| 1992年 | 皇家警察實錄                  |                               | 單元：《械劫狂徒》                                                    |
| 1992年 | 摩登七十二家房客              |                               |                                                                       |
| 1993年 | 勝者為王III王者之戰           | 阿九                          |                                                                       |
| 1993年 | 槍神                          |                               |                                                                       |
| 1993年 | 賭神秘笈'93                   | 黑牛                          |                                                                       |
| 1993年 | 皇家警察實錄2                 |                               | 單元：《衝鋒豪情》                                                    |
| 1993年 | 劍神不敗                      | 慕容劍雄                      |                                                                       |
| 1994年 | 碧血青天楊家將                | 龐龍                          |                                                                       |
| 1994年 | 洪熙官                        | 索都統                        |                                                                       |
| 1994年 | 再見黃埔灘II之再起風雲        | 劉挺                          |                                                                       |
| 1995年 | 精武門                        | 石井弘                        |                                                                       |
| 1995年 | 殭屍道長                      | 玄魁                          |                                                                       |
| 1995年 | 包青天                        | 崔老三 胡盛昌 瞭然和尚 雷浩天 | 單元一：英雄本色 單元五：審白毛 單元九：情牽陰陽界 單元十二：義膽柔情 |
| 1995年 | 九王奪位                      | 石驚濤                        |                                                                       |
| 1996年 | 千王之王重出江湖              | 藍鷹                          |                                                                       |
| 1996年 | 殭屍道長II                    | 燈神                          |                                                                       |
| 1996年 | 劍嘯江湖                      | 吳鈎                          |                                                                       |
| 1996年 | 親親，親人                    | 靓彬                          |                                                                       |
| 1996年 | 飄零燕                        | 李卓                          |                                                                       |
| 1997年 | 真相                          | 伍國祥                        | 單元《暗殺風暴》                                                      |
| 1997年 | 國際刑警1997                  | 鐵柱                          |                                                                       |
| 1997年 | 我來自潮州                    | 水牛燦                        |                                                                       |
| 1997年 | 包青天                        | 查天雄                        | 單元二十三：大執法                                                    |
| 1998年 | 流氓·律師                     | 李新發                        |                                                                       |
| 1998年 | 穆桂英                        | 蕭天佐                        |                                                                       |
| 1998年 | 我和殭屍有個約會              | 孔雀大師                      |                                                                       |
| 1999年 | 縱橫四海                      | 綁匪                          |                                                                       |
| 1999年 | 英雄之廣東十虎                | 印永釗                        |                                                                       |
| 1999年 | 少年英雄方世玉                | 智能師叔                      |                                                                       |
| 2000年 | 我和殭屍有個約會II            | 孔雀大師                      |                                                                       |
| 2000年 | 寶島春夢                      | 吳容明                        |                                                                       |
| 2000年 | 影城大亨                      | 葉師傅                        |                                                                       |
| 2000年 | 世紀之戰                      | 威叔                          |                                                                       |
| 2000年 | 電視風雲                      | 雷啟英                        |                                                                       |
| 2000年 | 非常好警                      | 陳勇                          |                                                                       |
| 2000年 | 天師鬥妖姬                    | 天誅                          |                                                                       |
| 2001年 | 騷東坡                        | 耶律神龍                      |                                                                       |
| 2002年 | 搶槓夫妻                      | 獨眼龍                        |                                                                       |
| 2002年 | 吉祥任務                      | 大佬良                        |                                                                       |
| 2002年 | 親子情未了                    | 權                            |                                                                       |
| 2003年 | 暴風型警                      | 董立行                        |                                                                       |
| 2003年 | 女俠丁叮噹                    | 阿豹                          |                                                                       |
| 2004年 | 我和殭屍有個約會III之永恆國度 | 盧植槐                        |                                                                       |
| 2004年 | 異世驚情夢                    | 張達全                        |                                                                       |
| 2004年 | 俠膽醫神                      | 崔浩                          |                                                                       |
| 2004年 | 子是故人來                    | 三上一郎                      |                                                                       |
| 2015年 | 大地遺孤                      | 日本領導                      |                                                                       |

### 電視劇（香港電視網絡）
| 首播   | 名稱           | 角色   | 備註 |
| 2015年 | 童話戀曲201314 | Do     |      |
| 2015年 | 我阿媽係黑玫瑰 | 玉面虎 |      |
| 2015年 | 第二人生       | 債主   |      |
| 2015年 | 導火新聞線     | 基     |      |
| 2015年 | 大眾情性       | 華     |      |
| 2015年 | 歲月樓情       | 鮑國英 |      |
| 2015年 | 還來得及再愛你 | 馬老闆 |      |
| 2015年 | 夜班           | 張亦揚 |      |

### 電視劇（無綫電視）
| 首播        | 名稱              | 角色          | 備註                                       |
| 1985年      | 都市風情          |               | 單元《晚情》                               |
| 1985年      | 挑戰              |               |                                            |
| 1986年      | 小島風雲          | 蘇聯拳手      |                                            |
| 1986年      | 城市故事          | 許清儀同事    |                                            |
| 1986年      | 赤腳紳士          |               |                                            |
| 1987年      | 少林與詠春        |               |                                            |
| 1987年      | 大城小子          |               |                                            |
| 1987年      | 獵鯊行動          |               |                                            |
| 1988年      | 七情十三篇        |               | 單元《血網迷情》                           |
| 1988年      | 義薄雲天          |               |                                            |
| 1989年      | 上海大風暴        |               |                                            |
| 1989年      | 龍廷爭霸          | 冷鋒          |                                            |
| 1989年      | 飛虎群英          |               |                                            |
| 2005年      | 佛山贊師父        | 奪命裁縫      |                                            |
| 2005年      | 阿旺新傳          | 豹哥          |                                            |
| 2005年      | 識法代言人        | 邦父親        |                                            |
| 2005年      | 窈窕熟女          | 收數員        |                                            |
| 2006年      | 施公奇案          | 龐燁          |                                            |
| 2006年      | 火舞黃沙          | 曹軍長        |                                            |
| 2006年      | 赌场风云          | Kill標        |                                            |
| 2006年      | 滙通天下          | 關雄          |                                            |
| 2007年      | 高朋滿座          | 石小春        |                                            |
| 2007年      | 迎妻接福          | 龍威          |                                            |
| 2007年      | 亂世佳人          | 林忠邦        |                                            |
| 2007年      | 寫意人生          | 大廈管理員    |                                            |
| 2007年      | 師奶兵團          | 烏冬          |                                            |
| 2007年      | 學警出更          | 彭立庭        |                                            |
| 2007年      | 奸人堅            | 藤原一郎      |                                            |
| 2007年      | 通天幹探          | 察富          |                                            |
| 2008年      | 律政新人王II      | 大嚿          |                                            |
| 2008年      | 古靈精探          | 謝小鳳        |                                            |
| 2008年      | 原來愛上賊        | 金剛          |                                            |
| 2008年      | 東山飄雨西關晴    | 李振東        |                                            |
| 2008年      | 少年四大名捕      | 牛三爸        |                                            |
| 2008年      | 法證先鋒II        | 華國嵐        |                                            |
| 2008年      | 珠光寶氣          | 歐陽          |                                            |
| 2008年      | 師奶股神          | 羅明          |                                            |
| 2008年      | 銀樓金粉          | 恭            |                                            |
| 2009年      | 學警狙擊          | 彭立庭        |                                            |
| 2009年      | 幕後大老爺        | 額圖          |                                            |
| 2009年      | 古靈精探B         | 謝小鳳        |                                            |
| 2009年      | 富貴門            | 胡卓仁        |                                            |
| 2009年      | 絕代商驕          | 五金全        |                                            |
| 2009年      | 蔡鍔與小鳳仙      | 黃天霸        |                                            |
| 2009年      | 巴不得爸爸...     | 羅獅虎        |                                            |
| 2009年      | 美麗高解像        | 邱德廣        |                                            |
| 2009年      | 王老虎搶親        | 村民          |                                            |
| 2009年      | 桌球天王          | 大飛          |                                            |
| 2010年      | 老友狗狗          | 偉仔          |                                            |
| 2010年      | 女王辦公室        | 林善          |                                            |
| 2010年      | 秋香怒點唐伯虎    | 主持          |                                            |
| 2010年      | 搜下留情          | 坤哥          |                                            |
| 2010年      | 掌上明珠          | 潤            |                                            |
| 2010年      | 翻叮一族          | 盧波福        |                                            |
| 2010年      | 公主嫁到          | 忌            |                                            |
| 2010年      | 刑警              | 大隻基        |                                            |
| 2010年      | 依家有喜          | 安叔          |                                            |
| 2010年      | 誘情轉駁          | 大舊          |                                            |
| 2011年      | Only You 只有您   | 財            |                                            |
| 2011年      | 女拳              | 松本忍        |                                            |
| 2011年      | 點解阿Sir係阿Sir  | 黃湛堃        |                                            |
| 2011年      | 花花世界花家姐    | 奧哥          |                                            |
| 2011年      | 怒火街頭          | 經理          |                                            |
| 2011年      | 紫禁驚雷          | 亞濟魯        |                                            |
| 2011年      | 布衣神相          | 聞九公        | 於2006年在海外推出、2007年於無綫劇集台首播 |
| 2012年      | 換樂無窮          | 鷹            |                                            |
| 2012年      | 缺宅男女          | 陳信          |                                            |
| 2012年      | 4 In Love         | 周思恆        |                                            |
| 2012年      | 結·分@謊情式      | 月丈夫        |                                            |
| 2012年      | 拳王 (2012年)     | 司徒壽        |                                            |
| 2012年      | 飛虎              | 王貴          |                                            |
| 2012年      | 造王者            | 雷大人        |                                            |
| 2013年      | 凶城計中計        | 雷驕          | 於2007年在海外推出、2009年在無綫精選台首播 |
| 2014年      | 名門暗戰          | 拳证          |                                            |
| 2014-2016年 | 愛·回家 (第一輯)  | 申丁          |                                            |
| 2016年      | 鐵馬戰車          | 戴軍          |                                            |
| 2016年      | 公公出宮          | 毛發達        |                                            |
| 2016年      | 殭                | 撒旦          |                                            |
| 2016年      | 火線下的江湖大佬  | 暴龍          |                                            |
| 2016年      | 純熟意外          | 拳擊師傅      |                                            |
| 2016年      | 巨輪II            | 黑柴          |                                            |
| 2016年      | 致命復活          | 僱傭兵        |                                            |
| 2017年      | 味想天開          | 崑爺          |                                            |
| 2017年      | 親親我好媽        | 祝昇          |                                            |
| 2017年      | 愛·回家之開心速遞 | 掌門 跌打師傅 | 第54集 第244集                             |
| 2017年      | 超時空男臣        | 丁孝          |                                            |
| 2017年      | 使徒行者2         | 九指強        |                                            |
| 2017年      | 誇世代            | 馬行田        |                                            |
| 2017年      | 全職沒女          | 維修部職員    |                                            |
| 2018年      | 平安谷之詭谷傳說  | 牛高興        |                                            |
| 2018年      | 翻生武林          | 夢雄方丈      |                                            |
| 2018年      | 再創世紀          | 朱力威        |                                            |
| 2018年      | 跳躍生命線        | 方志釗        |                                            |
| 2018年      | 是咁的，法官閣下  | 教練          |                                            |
| 2019年      | 福爾摩師奶        | 李鐵          |                                            |
| 2019年      | 鐵探              | 黎亦泰        |                                            |
| 2019年      | 白色強人          | 麥子明        |                                            |
| 2020年      | 丫鬟大聯盟        | 監試官        |                                            |
| 2020年      | 機場特警          | 關英傑        |                                            |
| 2020年      | 那些我愛過的人    | 趙世          |                                            |
| 2020年      | 使徒行者3         | 九指強        |                                            |
| 2021年      | 愛美麗狂想曲      | 藍天          |                                            |
| 2021年      | 伙記辦大事        | 周耀倫        |                                            |
| 2021年      | 逆天奇案          | 葉子雄        |                                            |
| 2021年      | 拳王 (2021年)     | 夏桂棠        |                                            |
| 2022年      | 廉政行動2022      |               |                                            |
| 2022年      | 痞子殿下          | 盲公陳        |                                            |
| 2022年      | 美麗戰場          | 華頭          |                                            |
| 2023年      | 黃金萬両          | 晁偉          |                                            |
| 2023年      | 破毒強人          | 劉全（全叔）  |                                            |
| 2023年      | 寵愛Pet Pet       | 戴廣登        |                                            |
| 2025年      | 痞子無間道        | 朴寶劍        |                                            |
| 2025年      | 麻雀樂團          | 陳偉昌        |                                            |

### 電視劇（香港電台電視部）
- 2002年：教育電視 飾 丈夫
- 2005年：反斗多聲道 飾 花果大師（〈尋迷〉）
- 2014年：我的家庭醫生 飾 拳館師父（〈跌 不倒〉及〈美麗陷阱〉）

### 電視劇（其他）
- 1985年：廉政先鋒第二輯 飾 謝長安之父
- 1990年：Yellowthread Street（黃鮮街） 飾 老李（法國）
- 2016年：1931年的爱情 飾 佐藤（中國大陸）
- 2018年：陽關道 飾 降頭師（Astro華麗台）
- 2023年：廉政狙擊 飾 鄔先生（邵氏兄弟）
- 2025年：執法者們 飾 大佬成（邵氏兄弟）

### 電視電影
亞洲電視
- 1992年：今裝戲寶之難兄難弟 飾 Mark
- 1992年：今裝戲寶之女殺手 飾 飾 傻Dee
- 1992年：香港奇案之錶行大劫案 飾 警察
- 1992年：香港奇案之AK47 飾 沙皮
- 1992年：香港奇案之溶情劫
- 1992年：香港奇案之八大毒梟 飾 郭啟基
- 1992年：香港奇案之大綁票 飾 張文康
- 1992年：一千靈異夜之鬼拳師 飾 唐力

無綫電視
- 2018年：網戰（客串、J2）

### 電影
- 1982年：暴力復仇記（Forced Vengeance）
- 1983年：打擂台 飾 基之師兄
- 1983年：男與女
- 1984年：我愛羅蘭度	飾 朱錦春
- 1984年：夾心沙展
- 1985年：鬼馬飛人
- 1986年：豬仔出更 飾 惡棍
- 1986年：扭計雜牌軍 飾 陳松柏手下
- 1987年：凶貓
- 1987年：江湖情
- 1987年：精裝追女仔 飾 趙定先保鏢
- 1987年：意亂情迷
- 1987年：天使行動
- 1987年：用愛捉伊人 飾 熊谷手下
- 1987年：奸人本色
- 1988年：情義心
- 1988年：精裝追女仔之2 飾 懲教署職員
- 1988年：鐵甲無敵瑪利亞
- 1988年：老虎出更
- 1988年：最佳損友
- 1988年：捕風漢子
- 1988年：烈血風雲
- 1988年：撞邪先生
- 1988年：龍之家族 飾 阿徐手下
- 1988年：天使行動II火鳳狂龍
- 1988年：江湖接班人 飾 土狗
- 1988年：亡命天涯
- 1988年：殺出香港
- 1989年：搏擊之王（Kickboxer） 飾 村民
- 1989年：同根生
- 1989年：傲氣雄鷹 飾 犯罪集團I.B.S.匪徒
- 1989年：龍之爭霸
- 1989年：人海孤鴻 飾 耀
- 1989年：妙探雙龍 飾 強
- 1989年：喋血風雲
- 1989年：先發制人
- 1990年：富貴兵團 飾 黑幫手下
- 1990年：摩登襯家
- 1990年：瘦虎肥龍
- 1992年：龍貓燒鬚
- 1992年：蠍子戰士 飾 手下
- 1992年：女校風雲之邪教入侵
- 1994年：夢差人 飾 劫匪
- 1995年：天使保鑣（Les Anges gardiens）	飾 飛機乘客
- 1996年：夢幻拍檔
- 1996年：殺人軟件
- 1997年：旺角大家姐
- 1998年：我愛你
- 1998年：濠江風雲
- 1999年：香帥傳奇之天一神油
- 1999年：香帥傳奇之我和疆屍有個約會
- 1999年：香帥傳奇之淫教煞星楚流香
- 1999年：香帥傳奇之決戰蝙蝠公子
- 1999年：1959某日某 飾 大隻咕哩
- 1999年：生人勿近之問米 飾 肥獅
- 1999年：特警新人類	飾 洛威拿手下
- 1999年：生命揸fit人 飾 洪爺
- 2000年：護花特警
- 2000年：暴力刑警 飾 殺手
- 2001年：Fing頭K王之王 飾 吳彪
- 2008年：神鬼獵殺（Largo Winch） 飾 船員
- 2011年：你是哪裏人	飾 房產業務員
- 2017年：大嫂
- 2019年：掃毒2天地對決 飾 余南手下

### 參與節目
演出（無綫電視）
- 2010年：荃加福祿壽
- 2011年：歡樂滿東華
- 2021年：開心大綜藝

嘉賓
- 2009年：My Name Is 邦（無綫電視）
- 2010年：東張西望（無綫電視）
- 2010年：千奇百趣Summer Fun（無綫電視）
- 2015年：爆Talk（香港電視網絡）
- 2020年：流行經典50年（無綫電視）

## 幕後指導作品
- 1981年：武館
- 1987年：橫財三千萬
- 1988年：老虎出更
- 1990年：Yellowthread Street（武術指導）
- 1987年：意亂情迷（武術指導）
- 1988年：精裝追女仔之2（動作設計）
- 1999年：1959某日某（武術顧問）
- 2008年：珠光寶氣（動作設計）[11]
- 2012年：拳王（動作設計）[11]
- 2021年：拳王（泰拳顧問、指導）

## 歌曲
- 2010年：《最後的溫柔》
- 2014年：《Lady Gaga》（與馬蹄露）[17]

## 外部連結
- 冼灝英的新浪微博
- 冼灝英 最後的溫柔 MV，Youtube（页面存档备份，存于）
- 冼灝英在香港影庫上的簡介